# اینچتور
اینچتور (به انگلیسی: Inchture) یک روستا در بریتانیا است که در پرت و کینروس واقع شده‌است.

## خواهرخوانده
شهر Fléac خواهرخواندهٔ اینچتور هست.